# 王子さまLV1
『王子さまLV1』（おうじさまレベルワン）は、2001年6月22日に、アリスソフトの姉妹ブランド・Alice Blueより発売されたWindows用RPG。本作は全年齢対象であるが、BLの性描写を追加するためのディスクも同時に発売された。また、2002年3月20日にKIDよりプレイステーション版が発売されている。
本項では、続編『王子さまLV1.5』、『王子さまLV2』も併せて記載する。

## 概要
本作はは、小国の王子カナン・ルーキウスが、いかにもRPGな冒険にあこがれ、冒険者ギルドに登録してしまったことに端を発するスラップスティック・コメディ作品である。世界観はアリスソフトのランスシリーズを踏襲しており、きゃんきゃんなどの「男の子モンスター（ランスシリーズにおける女の子モンスターに相当）」や「レベル神」なども登場する。システム的な特徴としては、「エンカウントするモンスターがマップ上で目に見えている」「レベル神を召喚することによる手動レベルアップ」「はらぺこ度が設定されることにより、1日に行動可能なターン数に制限がある（制限日数以内で依頼＝クエストをクリアできなければゲームオーバー）」がある。このシステムにより、「ひたすら時間をかけてレベル上げをして楽にラスボスを倒せるようにする」などといったプレイは封じられている。

## 制作

### 演技・キャスティング
主人公・カナン・ルーキウス役に起用された朴璐美は、誠実に演じることを心掛け、子供っぽくなりすぎないように注意したと公式ウェブサイト内のインタビューで述べる一方、わがままなキャラクターは初めてだったため、演じるのに苦労したとも振り返っている。
アックス・ナタブーム役に起用された小杉十郎太は、実年齢より年下の役を演じることになったと前述のインタビューの中で話しており、情けなくてかっこいい役は好きだったので演じていて楽しかったと振り返っている。
一方で、情けないところを強調したらスタッフからリテイクがあったことも明かしている。

## 登場人物
声の記述はPS版・CDドラマ版（PC版に声はない）。
カナン・ルーキウス
声：朴璐美
大陸南部の自由都市地帯の小国、ルーキウス王国の第二王子。16歳説が有力。身長は163cm。王家の人間は幻獣使いの才能を持っているが、彼自身はLv1であり、ほとんど一般人同然の実力である。やや乱暴ながらも冒険好きで、城下に冒険者ギルドが出来たのをきっかけに冒険者デビューを目指す。
セレスト・アーヴィング
声：千葉進歩
子供の頃からカナンの面倒を見てきた従者兼ボディーガード。23歳。身長178cm。本来の実力は王国2番目（Lv40）の優れた剣士だったが、無理矢理カナンとパーティーを組まれ、その際に呪いの足輪でLv1に格下げされた。王国騎士団近衛隊副隊長。いつもカナンに振り回され気苦労が絶えない。呪いの足輪は外れたようだが、またもやレベルダウンの装備品をつけられる。
アックス・ナタブーム
声：小杉十郎太
ナタブーム盗賊団の親分。28歳。身長は181cm・ドレッドヘアが特徴で、得物はナタ。一見威圧感のある姿だが、根は優しい。白鳳に妙な因縁ができる。お菓子作りが得意で、プリンが得意。
子分
声：水田わさび、伊東みやこ PS版：こおろぎさとみ、かないみか
ナタブーム盗賊団の子分達で、同じような顔の者が20人前後いる。平均年齢は18歳前後らしい。身長は平均115cm。彼の作るプリンを楽しみにしている。彼ら全員そっくりではあるものの、本人たちは区別ができている。他人が区別しやすいよう色違いのバンダナを身に着けているが、バンダナの色は4種類しかないため、あまり意味をなしていない。親分を心底慕っており、孤児院出身で、孤児院が閉鎖した時に18歳だったナタブームと出会っている。
白鳳
声：石田彰  王子さまLV2ドラマCD：神谷浩史
男の子モンスター専門の狩人。スイと共に旅をしている。25歳。身長177cm。美人顔で、男が好き。好みのタイプはノンケで、セレストに一目惚れした。得物はムチ。結構料理上手。
スイがまだ人間の姿であった頃、学者であった父親が亡くなり、母親が父親の姿と瓜二つの男の子モンスターを追い求め、ダンジョンで行方不明となる。父親の姿をしたものを消そうと、神「プランナー」を捜して、スイと二人で旅をしていた。ヘムルトとはその頃に知り合う。5年前、ようやくプランナーには会えたが、当のプランナーは、白鳳の願いを言葉尻に受け取り、スイは現在の姿に、瓜二つの男の子モンスターは、髪の色だけを変えただけという結果になった。以来、スイを元に戻すために男の子モンスターハンターを生業としている。
翠明（すいめい）
声：谷井あすか
白凰の肩に乗っているモンスター。通称スイ。鳴き声は「きゅるりー」。実は姿を変えられた白鳳の弟。外見が父親にそっくりだったために、「父の姿をしたものを消してくれ」という白鳳の願いに当てはまり、現在のような姿となる。彼を元に戻すには全ての男の子モンスターを集めなければならないらしい。
レイヴン・ロストハート & ユーリ
声：三木眞一郎（レイヴン）、声：瀧本富士子 PS版：浅川悠（ユーリ）
ルーキウス王国で冒険者ギルドを開いた謎の二人組。レイブンがギルドの支配人で、ユーリは秘書のようなもの。ギルドに登録したカナンとセレストを見込んで、とある重要な仕事を任せる。レイブンは29歳。ユーリの年齢はPS版では不明。
リプトン王
声：小川隆市
カナンの父親。のんびりした性格で小柄。昔は長身の美形だった。民の幸せを第一に考える治世と、心和む外見で国民の支持を得ている王様。王座の傍には踏み台が常備されている。妻は健在（第一作では旅行中）。53歳。
リグナム王子
声：井上和彦 PS版：神谷浩史
カナンの兄で、国の第1王子にして王位継承者。ほのぼのとした国と家族に囲まれているため、自分がしっかりせねばとついつい気負いすぎて眉間にシワを寄せているが、心優しい家族・国民思いな人。27歳。
リナリア姫
声：川崎恵理子
カナンの姉。のんびりおっとりした人で、いつも小首を傾げている。お菓子作りが得意で特にチーズケーキは絶品。趣味はぬいぐるみ集め。20歳。
フォンティーヌ
声：町井美紀
ラストダンジョンに封印されている八翼（はちよく）の堕天使「ウルネリス」の一翼。女性。ウルネリスが封印を免れた際、彼女一人がラストダンジョンに取り残された。
ロイ
声：小西克幸　PS版：神谷浩史
炎のダンジョンを守護している霊魂で、その正体はルーキウス王国の初代国王、ルーシャスと共に旅をしていた剣士。ウルネリスを封印した際、崩れ落ちるダンジョンに一人取り残され、そのまま帰らぬ人となる。カナンにルーシャスの面影を見て、ラストダンジョンの封印を解く宝玉を託す。その妹はルーシャスと結婚した。
スパイ伊藤
声：岸尾大輔
どこぞの会社に潜入しているスパイで、情報収集と称してルーキウス王国を訪れている。見た目は学生。好物はあんパン。秘密メモというアイテムを集めることにより、彼を雇うことができる。
ゴロー日襷（ひだすき）
ルーキウス王国に住む新進気鋭の陶芸家で、ギルドを通して依頼をしてくる。陶芸家なので服装は和服。モンスターであるハニワのハニーの治療もできる。32歳。
桜涯（おうがい）
カナンたちがギルドを通して知り合った人物。その正体は泉の精霊で、お供の精霊であるノノたちに、泉の魔物を退治してくれる人を探していた。51歳。
雨雷剣豪（さめらい けんごう）
武器屋兼道具屋「サメライ屋」の経営者。モンスター「サメラーイ」と一騎討ちする場面に遭遇し、一騎討ちしたサメラーイとは意気投合して一緒に住む。剣豪だけあって、武器には詳しい。53歳。
マリエル・フランボワーズ
スキル屋「フワンボワーズ」の店長。美人で惜しげもなく美脚をあらわにする女性。とある人物の撮影をカナンたちに依頼する。また、飼っているにゃんにゃんの捜索をギルドに依頼したこともある。26歳。
アンディ・ファーブル
キャラ屋「ファーブルラボ」のご主人。男の子モンスターのレンタルと買取をしてくれる。お店に来たカナンのことを「お駄賃握り締めてうろうろしてた子」と見た。

## 王子さまLV1.5
『王子さまLV1.5』（おうじさまレベルいってんご）は、2002年2月22日にAlice Blueより発売されたWindows用ゲーム。『王子さまLV1』のファンディスクで、一部にBLの要素を含む18禁ソフトである。
前作『1』の1か月後を描いた「王子さま1か月後」と、原作ではカナンの従者であるセレストが拾った小さな卵から出てきたちびカナンを育てるSLG「王子さま1/16」がメインである。その他にモンスターの捕獲に失敗した白鳳が子分にお仕置きを加えるというストーリーのモグラたたきふうゲーム「白鳳の子分叩き」とAlice Blueの広報（自称スパイ）"スパイ伊藤"氏が出す4択カルトクイズ「スパイ伊藤のクイズ!俺にさぼらせろ」も収録されている。
2003年2月20日にKIDより、上記4本の他に登場キャラ達がシンデレラふうのストーリーを繰り広げる対戦ジグソーパズルゲームが追加収録されたプレイステーション版も発売されている。

## 王子さまLV2
『王子さまLV2』（おうじさまレベルツー）は、2004年4月16日にAlice Blueより発売されたWindows用ゲーム。本作品はBL要素を含む18禁ソフトである。
同作は『1.5』の1か月後を描いており、田園都市「ヒライナガオ」を舞台としたカナンとセレストの冒険を題材としている。システムにより、BL要素の有無を選択できる。また、カップリング選択は今回も導入されているが、一度決めると以降変更はできない。

### 登場人物（LV2 ）
声の記述はドラマCD版。
ローウェル・シャルトルーズ
声：河相智哉
田園都市「ヒライナガオ」の都市長。28歳。ルーキウス王国に留学しに来ていた経歴があり、リグナム王子の学友。隆起してきた遺跡の被害を受けた、町の復旧作業を自ら手伝っている。リグナムとは気兼ねなく話せる数少ない人物。
エルダー
声：野島裕史
カナンたちがヒライナガオに入る前に出会った謎の男性。25歳くらい。行き倒れていたところを発見されたので名前がわからないうちは「行き倒れ氏」と呼ばれていた。頭を打ったため記憶喪失となり、大きなたんこぶもできている。出会う時必ず眠っていて、寝ても寝たりないとしていえる。
ヘルムト・ジョーンズ
声：坂東尚樹
カナン達がダンジョン内で何度も出会う、考古学者。43歳。遺跡への情熱がカナンよりも強く、しばしば人の迷惑をかえりみず、人の話も聞かない。遺跡調査のために訪れたカナンたちの部屋に泊まりこみ、一緒に遺跡調査をすることになる。戦闘には参加しない。実は白鳳とは過去に旅をしていたことがあり、彼の過去を詳しく知っている。白鳳が捜していた神とは直前で大怪我をしたために会うことはできず、白鳳がそのとき何を願い、何を見たかを知らない。
美樹本来栖（みきもと くるす）&相田健一郎（あいだ けんいちろう）
声：平川大輔（来栖）、牛村友哉（健一郎）
とある研究の依頼をローウェルにしている2人組の旅人で、カナンたちにとって見慣れない服装をしている。普段は大陸を旅しているが、たまに様子を見にヒライナガオに訪れる。
その正体は別世界から呼ばれてきた異界の人間であり、アリスソフトの作品に登場したキャラクターがモデルとなっている。同い年で幼馴染。カナン達と出会った時は30年もこの世界で旅をしている。来栖はこの世界に呼ばれた時に体が作りかえられ、定期的に発作を起こす。ヒライナガオには4年ほど前から来栖の発作を抑えるアイテムの人工栽培のために訪れている。来栖は戦わず、健一郎と仲間として戦うのは一度きりだが、とても強い。
アルニカ・オニキス
声：高木礼子
都市長邸に滞在している植物魔法学者。20歳。ローウェルと共に様々な植物や植物用の薬物などの研究をしている。
芝刈ハニ助（しばかりハニすけ）
声：川本邦弘
ヒライナガオで武器・アイテム・農具のお店「芝刈商店」を営む店員ハニー。訛った喋り方をするが純朴。とある人間に恋しているが、種族の違いを理由に諦めている。
萌流・ジェイキン（もえる・ジェイキン）
声：渡辺明乃
ヒライナガオのキャラ屋「ジェイキンラボ」の店長。18歳。男の子モンスターが大好きな女の子。男の子モンスター同士はもっと好き。男の子モンスターの知識は豊富。双子の弟さんがいて、そちらもキャラ屋をしている。カナンとセレストにとんでもないお願いをすることも。男同士となるやいなや、すぐにそちらへ結びつける腐女子で、弟も腐男子。好みがまったくの正反対なため、それによる論争が絶えない。ぽわぽわとした人と見せかけてなかなか策士。
シリエ・スキルクラフト
ヒライナガオのスキル屋「SKLcraft（スキルクラフト）」の女主人。28歳。クールできびきびとしている。マリエルさんと同じくおみ足をさらしている。見た目はクールな女性教師。料理上手。好みのタイプは美肌男。いつも指示棒らしきものを持っている。
ヘーゼル・レッドピース&グレート・レッドピース
声：陶山章央（ヘーゼル）、梁田清之（グレート）
共に男の子モンスターの保護と、男の子モンスターを虐げる人間の撲滅を目指している団体「きゃんきゃん党」の党首とその弟。党首は26歳、身長は145cm、弟は24歳、身長は191cm。ヒラナイガナオのダンジョン内に本部を設置するはた迷惑な兄弟。ヘーゼルが兄、グレートが弟。兄の身長は現在の年齢の半分で止まっている。弟は兄が大好きで尊敬している。男の子モンスターのピンチにはどこでもかならずかけつける人たち。でも大した活躍もできぬまま退場することが多い。
ここまでして男の子モンスターを愛する理由は、幼少期に両親に森に捨てられ、空腹で彷徨っているところを男の子モンスターに救われたことがあり、以来男の子モンスター愛護精神を宿す。当の本人たちからはそれほど愛されているわけではない。当初どちらも今の身長より10cm高かった。
ころっけ
きゃんきゃん党の二人が見つけた卵から生まれた「まねした」普通モンスター。当初は兄弟にカレーの材料にされかかるが寸前で孵り、兄弟を「パパ」と呼び慕う。変身能力があるが、角が残る。ヘーゼルいわく「養い子」らしいが傍から見れば微笑ましい家族。兄弟たちと同じ腕章をつけている。
カイラバ画伯
声：津田英三
レベル1には名前だけが登場。ルーキウス王国の人間国宝。食通な画伯で、ヒライナガオのダンジョンの1フロアで絵を描いている。はた迷惑なことに彼が満足する料理を作らなければ通さないとまで言い出す。どんな薬も彼には通用しない驚異の胃袋の持ち主。
金髪ロンゲの男性
とあるイベントをこなすことで出現する人物。長い金髪美形かつ農民な風体。
カタリナ・ルーキウス
リプトン王の妻で、3児の母親。1では旅行中だったが、2で登場。金髪。

## 書籍
- 王子さまLV1 公式原画・設定資料集 （2001年10月、ISBN 4-89490-361-X）
  - パラダイムから発売された設定資料集。
- 王子さまLV1 （2001年11月、ISBN 4-89490-262-1）
  - パラダイムブルーミント・ノベルスから発売された小説。前薗はるか著。
- 王子さまLV1.5 公式原画・設定資料集 （2002年7月、ISBN 4-89490-362-8）
  - パラダイムから発売された設定資料集。
- 王子さまLV1 1 （2003年4月、ISBN 4-8352-1437-4）
- 王子さまLV1 2 （2003年10月、ISBN 4-8352-1501-X）
- 王子さまLV2 1 （2005年4月、ISBN 4-8352-1730-6）
- 王子さまLV2 2 （2006年3月5日、ISBN 4-8352-1871-X）
  - ビブロスゼロコミックスから発売された漫画。絵は桑原祐子。
- 王子さまLV2 THE COMIC （2006年3月5日、ISBN 4-7577-2330-X）
  - エンターブレインB's LOGから発売された漫画。絵は藤村あゆみ。

## 反響
本作は2001年6月18日から6月25日までに集計されたソフマップの売り上げランキングのPCゲームソフト(アダルト)部門第10位にランクインしている。